# レボメプロマジン

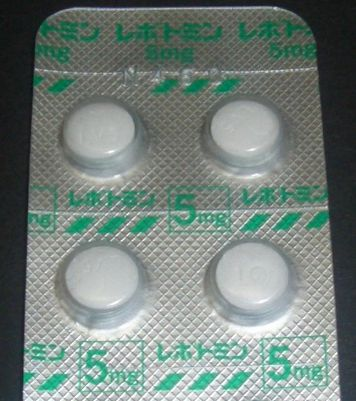
レボトミン5mg錠剤

レボメプロマジン（英語: Levomepromazine）とは、フェノチアジン系の抗精神病薬である。抗精神病作用、制吐作用、鎮静作用を示す。ノルアドレナリン系の遮断が強い。日本では、先発品の商品名にヒルナミン(Hirnamin)、レボトミン(Levotomin)がある。処方箋医薬品である。
日本の精神科治療薬のうち過剰摂取時に致死性の高い薬の3位である。

## 薬理
脳内のD2受容体（ドーパミン2受容体）を遮断することにより、不安、興奮、イライラ、不眠などの症状を改善する。力価が低いため、D2受容体への選択性は低く、幻覚、妄想などを抑える効果は低いが、ノルアドレナリン神経系への作用が強く、思考を抑制し、強力な鎮静作用を発揮する。α受容体の遮断や抗ヒスタミン作用などが強く、その分、血圧降下やめまい・眠気・判断力の低下が強く出ることがある。

## 適応
適応は、躁病、統合失調症、うつ病における不安・緊張である。

## 副作用
抗コリン作用などが強く起こることがある。主に、眠気、だるさ、口の渇き、便秘、かすみ目、性機能障害、起立性低血圧などが起こることがある。抗アレルギー効果（ヒスタミン受容体遮断）があるため、鼻づまりなどの症状が起きることがある。
臨床試験の期間内では、まれに錐体外路症状、悪性症候群、パーキンソン病症状（パーキンソニズム）が発生することがある。

### 致死性
日本のデータから、精神科治療薬110種類の中で、過剰摂取時の致死性は3位である。コリン作用やQT延長作用から心臓死のリスクが高い。